# Discografia dei Jefferson Starship
La seguente è la discografia dei Jefferson Starship, gruppo musicale statunitense formatosi nel 1974.

## Album

### Album in studio
| Anno | Titolo                      | Classifiche | Classifiche | Classifiche | Classifiche | Classifiche | Certificazione RIAA |
| Anno | Titolo                      | CAN         | NED         | NZ          | UK          | US          | Certificazione RIAA |
| ---- | --------------------------- | ----------- | ----------- | ----------- | ----------- | ----------- | ------------------- |
| 1974 | Dragon Fly                  | 18          | —           | —           | —           | 11          | Oro                 |
| 1975 | Red Octopus                 | 13          | —           | 15          | —           | 1           | 2x Platino          |
| 1976 | Spitfire                    | 3           | 17          | 13          | 30          | 3           | Platino             |
| 1978 | Earth                       | 4           | —           | 29          | —           | 5           | Platino             |
| 1979 | Freedom at Point Zero       | 20          | —           | 23          | 22          | 10          | Oro                 |
| 1981 | Modern Times                | 15          | —           | —           | —           | 26          | Oro                 |
| 1982 | Winds of Change             | —           | —           | —           | —           | 26          | Oro                 |
| 1984 | Nuclear Furniture           | —           | —           | —           | —           | 28          | Oro                 |
| 1998 | Windows of Heaven           | —           | —           | —           | —           | —           | —                   |
| 2008 | Jefferson's Tree of Liberty | —           | —           | —           | —           | —           | —                   |

### Album dal vivo
| Anno | Titolo                                                 | Classifiche |
| Anno | Titolo                                                 | US          |
| ---- | ------------------------------------------------------ | ----------- |
| 1982 | RCA Special Radio Series Volume 19                     | —           |
| 1995 | Deep Space/Virgin Sky                                  | —           |
| 1999 | Greatest Hits: Live at the Fillmore (compilation/live) | —           |
| 2001 | Across the Sea of Suns                                 | —           |
| 2013 | Live In Central Park NYC May 12, 1975                  | —           |

### Raccolte
| Anno | Titolo                                         | Classifiche | Classifiche | Certificazione RIAA |
| Anno | Titolo                                         | CAN         | US          | Certificazione RIAA |
| ---- | ---------------------------------------------- | ----------- | ----------- | ------------------- |
| 1979 | Gold                                           | 53          | 20          | Oro                 |
| 1991 | Greatest Hits (Ten Years and Change 1979-1991) | —           | —           | Oro                 |
| 1993 | Jefferson Starship at Their Best               | —           | —           | —                   |
| 2008 | Playlist: The Very Best of Jefferson Starship  | —           | —           | —                   |

## Singoli
| Anno | Titolo                    | Classifiche | Classifiche | Classifiche | Classifiche | Classifiche | Classifiche | Album di provenienza  |
| Anno | Titolo                    | CAN         | NZ          | UK          | US          | US Rock     | US AC       | Album di provenienza  |
| ---- | ------------------------- | ----------- | ----------- | ----------- | ----------- | ----------- | ----------- | --------------------- |
| 1974 | Ride the Tiger            | —           | —           | —           | 84          | —           | —           | Dragon Fly            |
| 1975 | Miracles                  | 22          | 40          | —           | 3           | —           | 17          | Red Octopus           |
| 1976 | Play On Love              | —           | —           | —           | 49          | —           | —           | Red Octopus           |
| 1976 | With Your Love            | 10          | —           | —           | 12          | —           | 6           | Spitfire              |
| 1976 | St. Charles               | —           | —           | —           | 64          | —           | —           | Spitfire              |
| 1978 | Count on Me               | 9           | 24          | —           | 8           | —           | 15          | Earth                 |
| 1978 | Runaway                   | 9           | —           | —           | 12          | —           | 37          | Earth                 |
| 1978 | Crazy Feelin'             | 71          | —           | —           | 54          | —           | —           | Earth                 |
| 1978 | Light the Sky On Fire     | 73          | —           | —           | 66          | —           | —           | Gold                  |
| 1979 | Jane                      | 13          | 18          | 21          | 14          | —           | —           | Freedom at Point Zero |
| 1980 | Girl with the Hungry Eyes | —           | —           | —           | 55          | —           | —           | Freedom at Point Zero |
| 1981 | Find Your Way Back        | 29          | —           | —           | 29          | 3           | —           | Modern Times          |
| 1981 | Stranger                  | —           | —           | —           | 48          | 17          | —           | Modern Times          |
| 1981 | Save Your Love            | —           | —           | —           | 104         | 49          | —           | Modern Times          |
| 1981 | Stairway to Cleveland     | —           | —           | —           | —           | —           | —           | Modern Times          |
| 1982 | Be My Lady                | —           | —           | —           | 28          | 33          | —           | Winds of Change       |
| 1982 | Can't Find Love           | —           | —           | —           | —           | 16          | —           | Winds of Change       |
| 1983 | Winds of Change           | —           | —           | —           | 38          | 18          | —           | Winds of Change       |
| 1984 | No Way Out                | 59          | —           | —           | 23          | 1           | —           | Nuclear Furniture     |
| 1984 | Layin' It on the Line     | —           | —           | —           | 66          | 6           | —           | Nuclear Furniture     |
| 1984 | Sorry Me, Sorry You       | —           | —           | —           | —           | 50          | —           | Nuclear Furniture     |